# Rio Elster Negro
O Elster Negro (em alemão:  Schwarze Elster) é um rio da Alemanha, de 179 km de comprimento, e afluente do rio Elba. Percorre diversos estados federais: Saxónia, Brandemburgo e Saxónia-Anhalt. Nasce em Lausitzer Bergland (Oberlausitz) a cerca de 1,5 km a sul de Elstra.